# Ținutul Herța
Ținutul Herța a fost o unitate administrativ-teritorială a Principatului Moldovei, formată după anul 1775 din partea rămasă neanexată de către austrieci a  ținutului Cernăuți. Este atestat documentar în 1794, fiind consemnat într-un document privitor la darea bănească a Moldovei numită „ajutorință de iarnă”.
Datorită dimensiunilor reduse nu era împărțit în ocoale. În anul 1803 el cuprindea un număr de 23 de sate la care se adaugă și târgul Herța: Fundul Herța, Movila, Pilipăuții, Oroftiana, Molnița, Ștrianga Sinihău, Godineștii, Mamornița, Lucovița de Jos, Locovița de Sus, Slobozia, Novoselița, Buda de Sus, Buda de Jos, Beceștii, Mogoșeștii, Fondoae, Culicenii, Târnauca, Bobroteștii, Țintenii, Hriațca.
În anul 1834 ținutul Herța este desființat și înglobat în ținutului Dorohoi, în care devine plasă.
Până la 1940 făcea parte din Regatul Român, județul Dorohoi, plasa Herței, având o suprafață de 304 km2 și fiind format din 9 comune cu 32 sate.

## Ocupația sovietică
Principatul Moldovei 1346-1859

 Principatele Unite ale Moldovei și Țării Românești 1859-1866

 România 1866-1940

 URSS (Uniunea Republicilor Sovietice Socialiste) 1940-1941

 România 1941-1945

 URSS (Uniunea Republicilor Sovietice Socialiste) 1945-1991

 Ucraina 1991–prezent

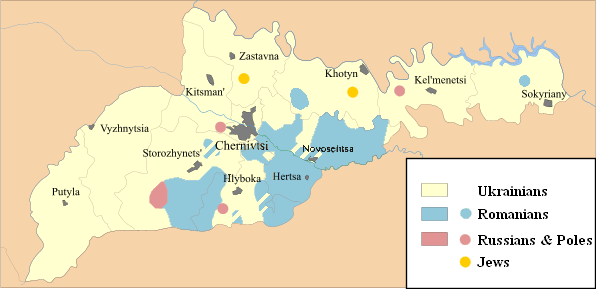
Diviziunea etnică a regiunii Cernăuți

În anul 1940, când trupele sovietice l-au ocupat, deși potrivit anexei secrete a tratatului de neagresiune sovieto-german de la 1939, Uniunea Sovietică nu pretindea decât ocuparea Basarabiei. În acest areal românesc compact care nu fusese niciodată sub ocupația vreunei puteri străine și care făcea parte din Vechiul Regat, detașamentele militare românești nu primiseră ordin de retragere, așa cum primiseră trupele aflate în Basarabia și Bucovina. Astfel au avut loc ciocniri armate soldate cu victime intre trupele sovietice si cele românești, precum incidentul armat de la Herța din 29 iunie 1940. Ca urmare a ocupării, teritoriul sau a fost încadrat Ucrainei Sovietice, fiind eliberat de către armatele româno-germane imediat dupa declanșarea Operațiunii Barbarossa împotriva URSS, în vara anului 1941 și încadrat administrativ-teritorial alături de restul teritoriului județului Dorohoi în Guvernământul Bucovinei. A fost reocupat de catre trupele sovietice in primăvara anului 1944. În pofida ridicării de către guvernele României din 1940 și respectiv 1945 a chestiunii apartenenței din punct de vedere istoric, etnic si legal a Ținutului Herța la statul român, URSS a refuzat returnarea sa câtre România
La finalul celui de-al Doilea Război Mondial, în timpul negocierilor pentru pace, politicianul sovietic moldovean Nikita Salogor a a propus reunirea teritoriilor care au aparținut Principatului Moldovei, în Moldova Mare.
În 1948, când Insula Șerpilor a fost cedată Uniunii Sovietice, prim-ministrul român Petru Groza a cerut la schimb ca ținutul Herței să fie returnat României, însă ambasadorul sovietic Serghei Kavtaradze a respins ideea, spunând că granițele sunt "stabilite și impuse".

## În componența Ucrainei
Începând cu anul 1991 și până astăzi, face parte din statul ucrainean. Conform tratatului de prietenie dintre România și Ucraina din 1997, România a renunțat la acest teritoriu.
Până la reforma administrativă a Ucrainei din anul 2020, teritoriul ținutul Herța este aproximativ același cu raionul Herța (exceptând satele Ostrița, Țureni, Mamornița și Poieni care fac parte din Bucovina, dar incluzând satele Tureatca, Poieni și Sinăuții de Jos din raionul Adâncata și satul Cotul Boianului din raionul Noua Suliță) din Regiunea  Cernăuți (Ucraina). Populația acestui teritoriu este de aproximativ 28.000 de locuitori (conform recensământului din Ucraina din 2001). 93% din populație este de etnie română și toate satele din ținut sunt exclusiv românești. O situație deosebită este în satul Tureatca unde locuitorii se declară români, dar ca limbă maternă declară limba ucraineană.